# Adrián Menéndez
Adrián Menéndez Maceiras (Marbella, 28 de Outubro de 1985) é um tenista profissional espanhol, seu melhor rankig de simples é o Nº 111, em 2015.